# Sinopodismoides
Sinopodismoides is een geslacht van rechtvleugeligen uit de familie veldsprinkhanen (Acrididae). De wetenschappelijke naam van dit geslacht is voor het eerst geldig gepubliceerd in 1995 door Gong, Zheng & Lian.

## Soorten
Het geslacht Sinopodismoides omvat de volgende soorten:
- Sinopodismoides prasina Gong, Zheng & Lian, 1995
- Sinopodismoides qianshanensis Gong, Zheng & Lian, 1995